# Kassel

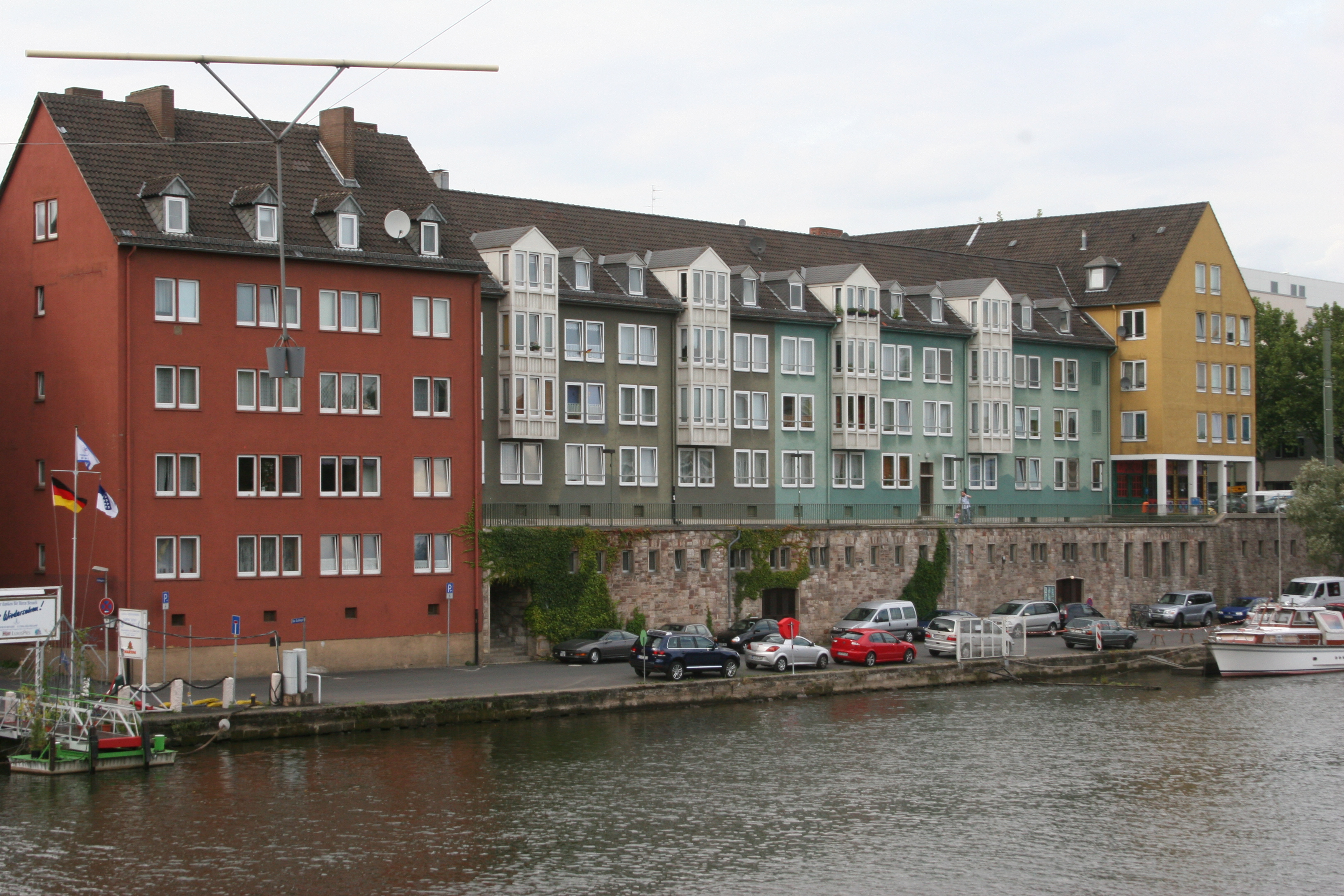

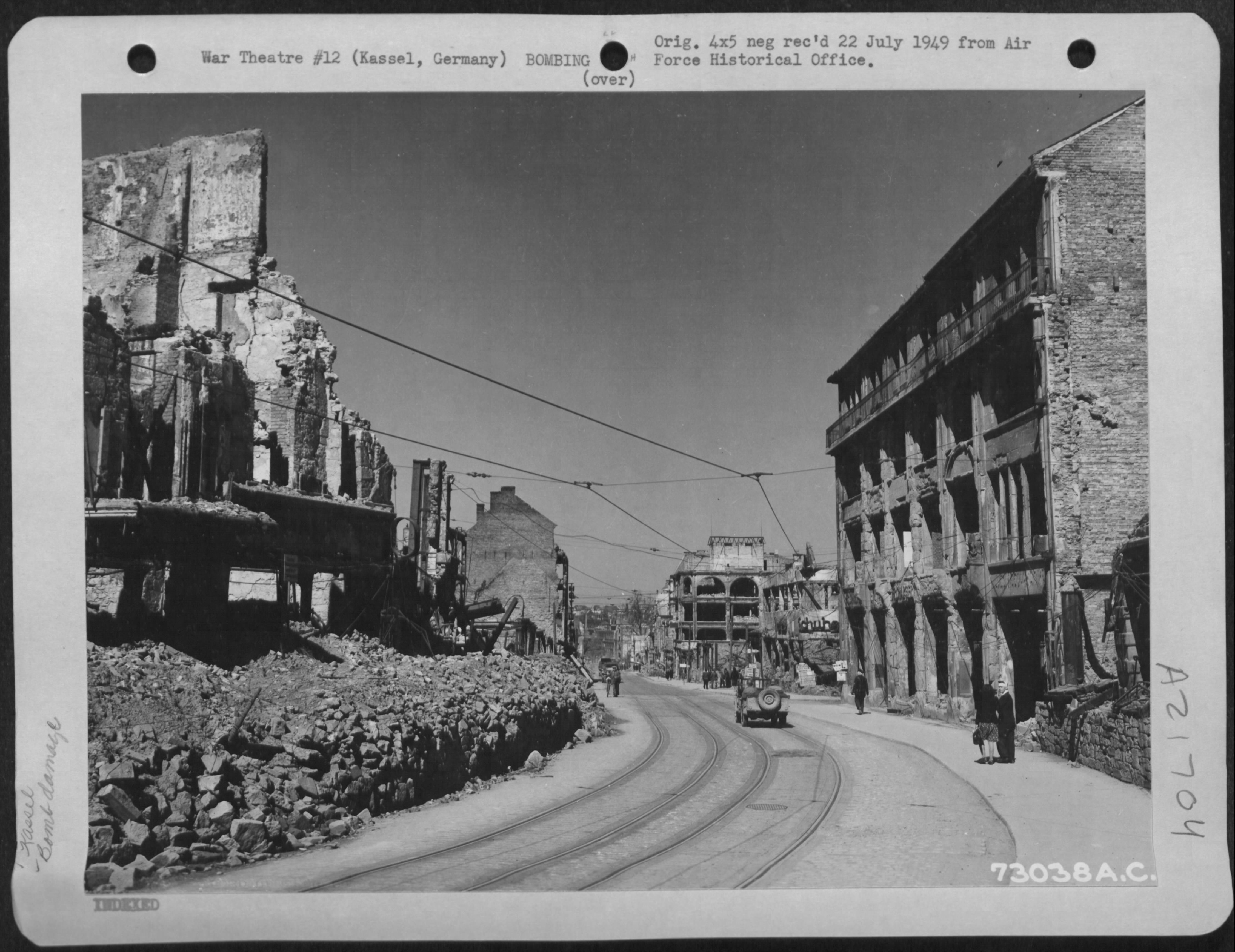

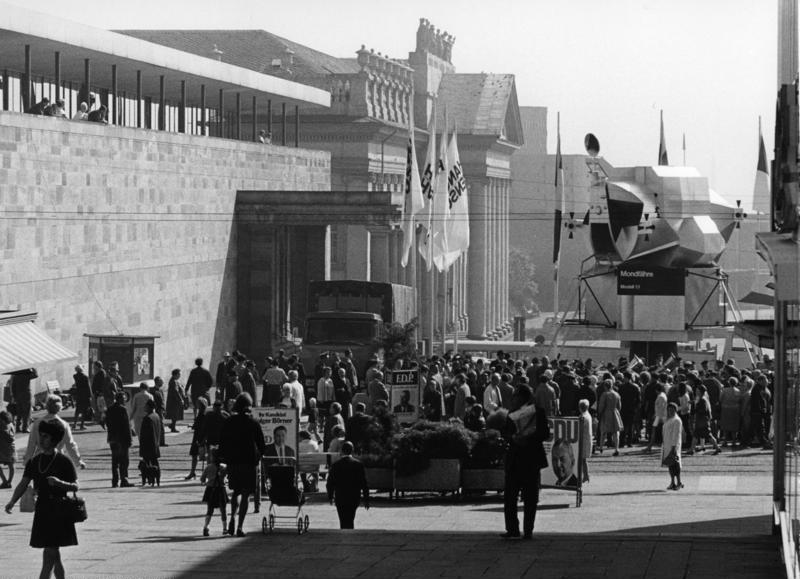

Kassel város Németország Hessen nevű tartományában.

## Fekvése
Kassel körülbelül 70 km-re északnyugatra fekszik Németország földrajzi középpontjától, 173 méter tengerszint feletti magasságban a Fulda két partján, a Habichtswald, Reinhardswald, Kaufungerwald és a Söhre által határolt medencében.

## Története

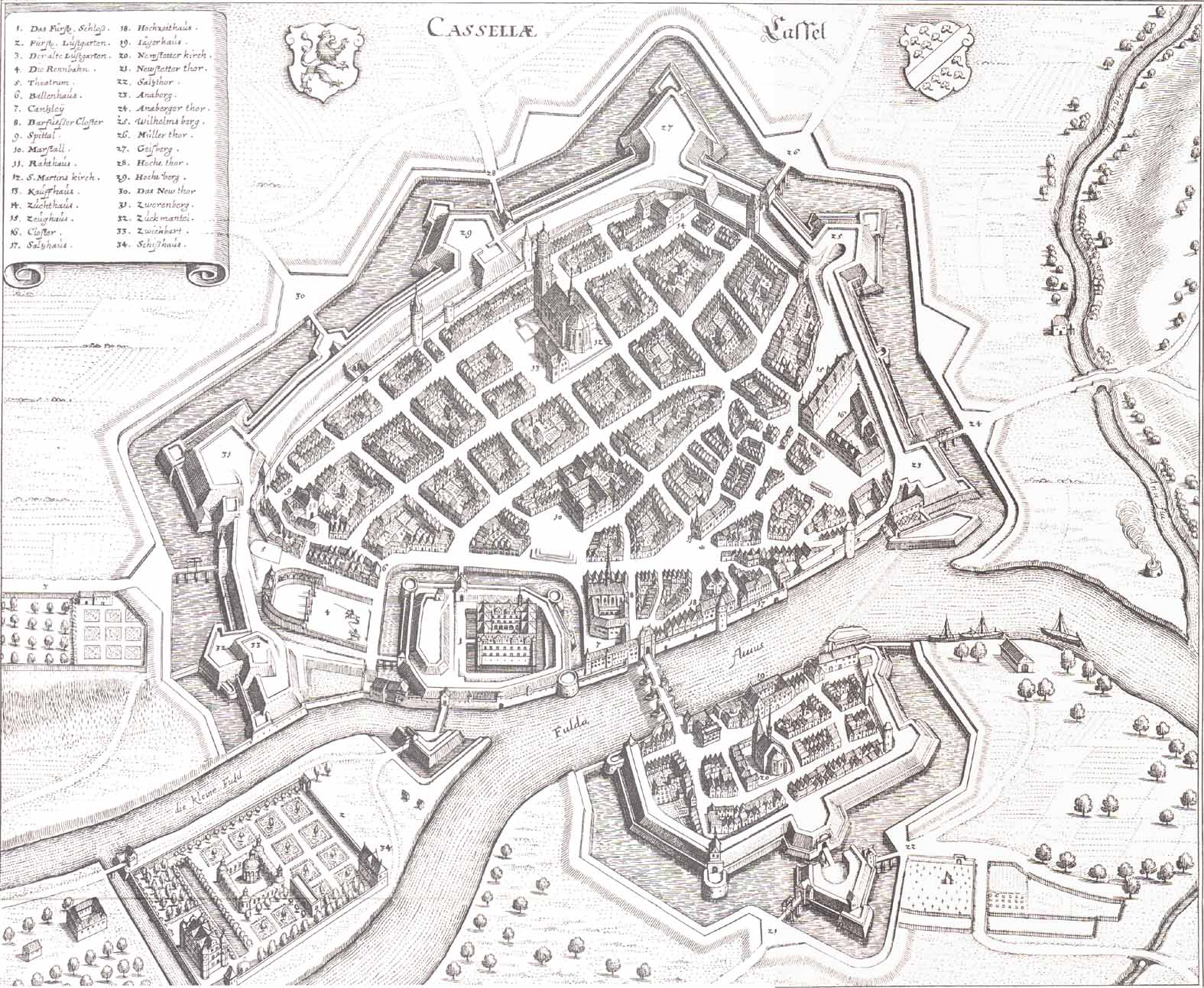
Matthäus Merian 1648-as várostérképe Kasselről

Chassala néven már 913-ban történik róla említés. 1239-ben kapott városi jogot. Gyermek Henrik székhelyévé tette. A hétéves háborúban a franciák megszállták (1756-62). Miután Nagy Frigyes szövetségesei a franciákat elűzték, erődítményeit hamarosan lerombolták. 1807-ben a Vesztfáliai Királyság fővárosa lett. 1813-ban ezen jellegét elvesztette és ismét a hesseni választó hatalma alá került.
1866. június 19-én a poroszok megszállták.

### Második világháború
A Reichstag leégése után 1933-ban a város nem játszott különösebb szerepet a nácik uralma alatt. A háború alatt súlyos csapások érték az óvárost és ez nagyon sok emberéletet követelt. A legnagyobb bombázás 1943. október 22-én történt. Azon az éjszakán több mint 10 ezer embert halt meg és a házak 80%-a megsemmisült. Kassel óvárosi területén számos favázas ház állt, amik tökéletes célpontjai voltak a brit szőnyegbombázásnak. A célzott foszfor- és gyújtóbombák felgyújtották a fát és tűzvihar alakult ki, mint Drezdában, Hamburgban, Pforzheimben vagy Darmstadtban.

### Napjainkban
2013. június 23-án az UNESCO a Wilmhelshöhe kastélyt és a hozzá tartozó parkot a világörökség részévé nyilvánította. A város ötévente ad otthont a Documentának, ami a világ legjelentősebb kortárs művészeti kiállítása.
2013-ban ünnepelte alapításának 1100. évfordulóját.

## Népesség
1890-ben 72 477 lakosa volt. 2011-ben maga a város elérte a 196 526-es lélekszámot, az agglomerációban mintegy 450 ezren laknak, Észak-Hessen régióban mintegy egymillió ember él.
| Lakosok száma | 214 156 | 194 268 | 194 766 | 191 854 | 194 087 | 193 989 | 199 062 | 201 585 | 200 406 | 204 687 |
|               | 1970    | 1990    | 2000    | 2011    | 2013    | 2014    | 2016    | 2019    | 2021    | 2023    |

## Közlekedés
Kasselt az A7, A44 és A49-es autópályák és a Hannover–Würzburg nagysebességű vasútvonal is érinti. Főpályaudvara a Kassel Hauptbahnhof, ahová a regionális vonatok és a RegioTram villamosok érkeznek. A távolsági (ICE) vonatok a másik állomására, a Kassel-Wilhelmshöhe vasútállomásra érkeznek.

### Vasúti közlekedés
Vasúti pályaudvarok:
- Kassel Hauptbahnhof
- Kassel-Bettenhausen vasútállomás
- Kassel-Niederzwehren vasútállomás
- Kassel-Wilhelmshöhe vasútállomás

Vasútvonalak:

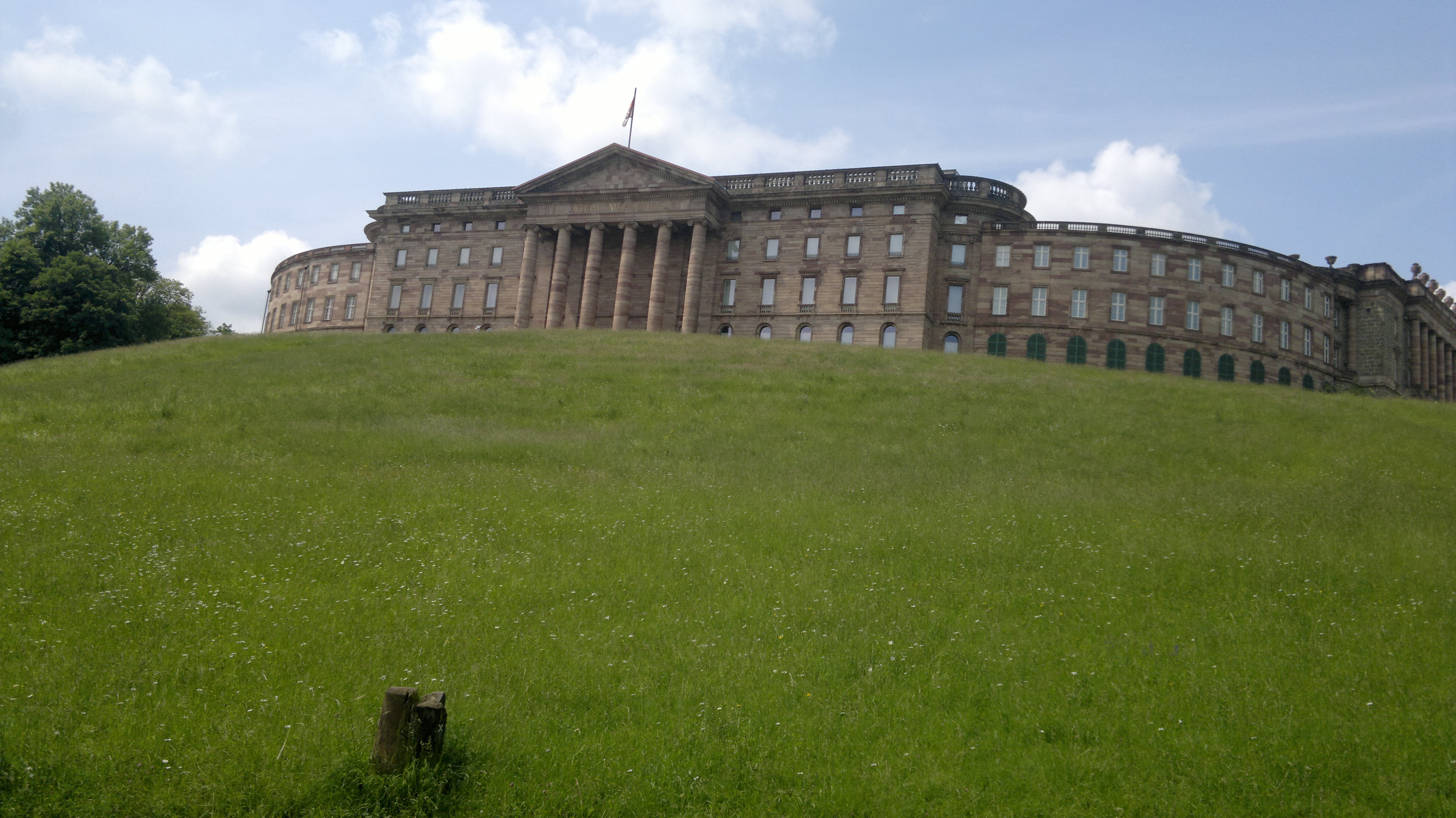
Schloss Wilhelmshöhe

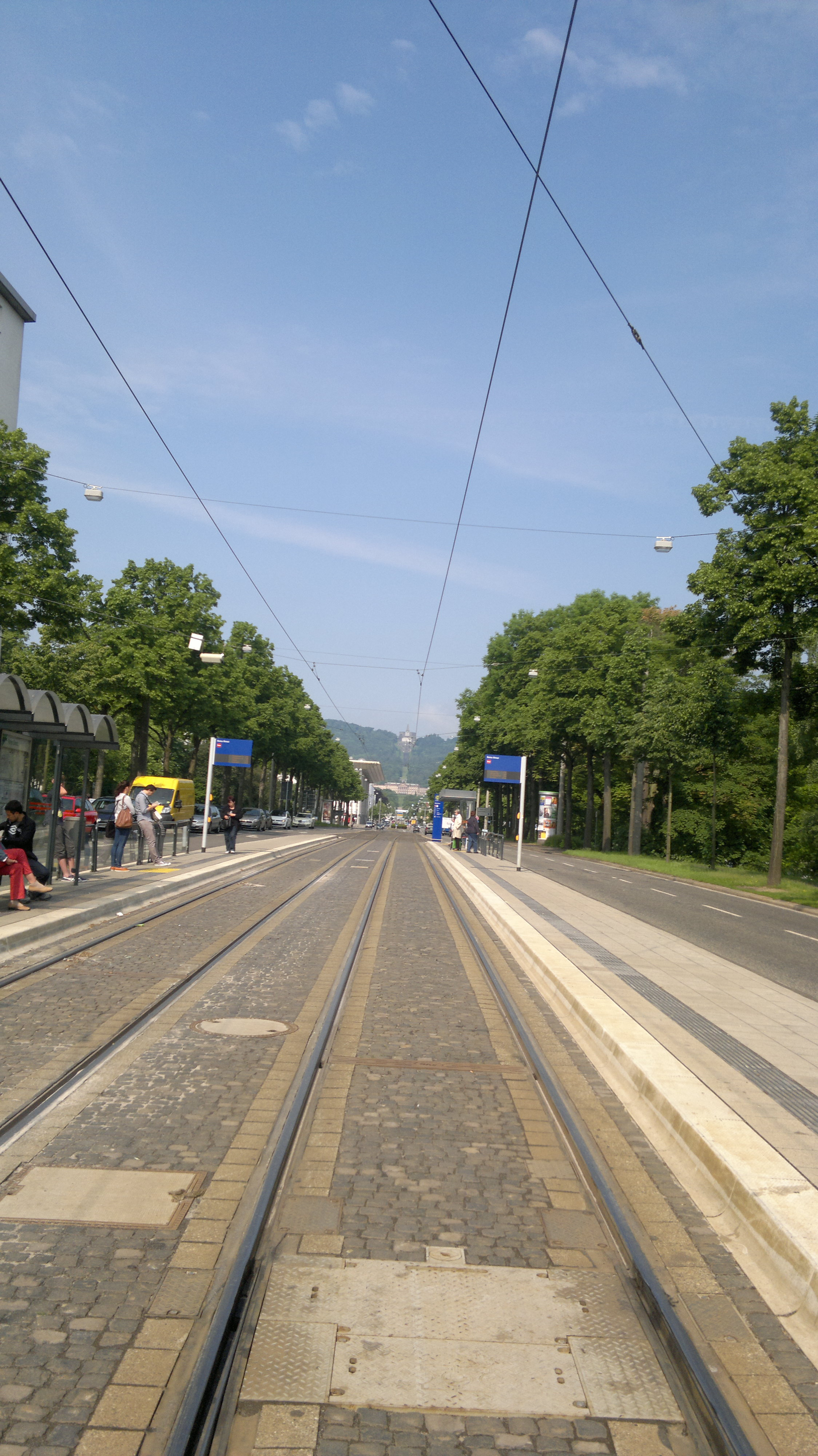
Wilhelmshöher Allee

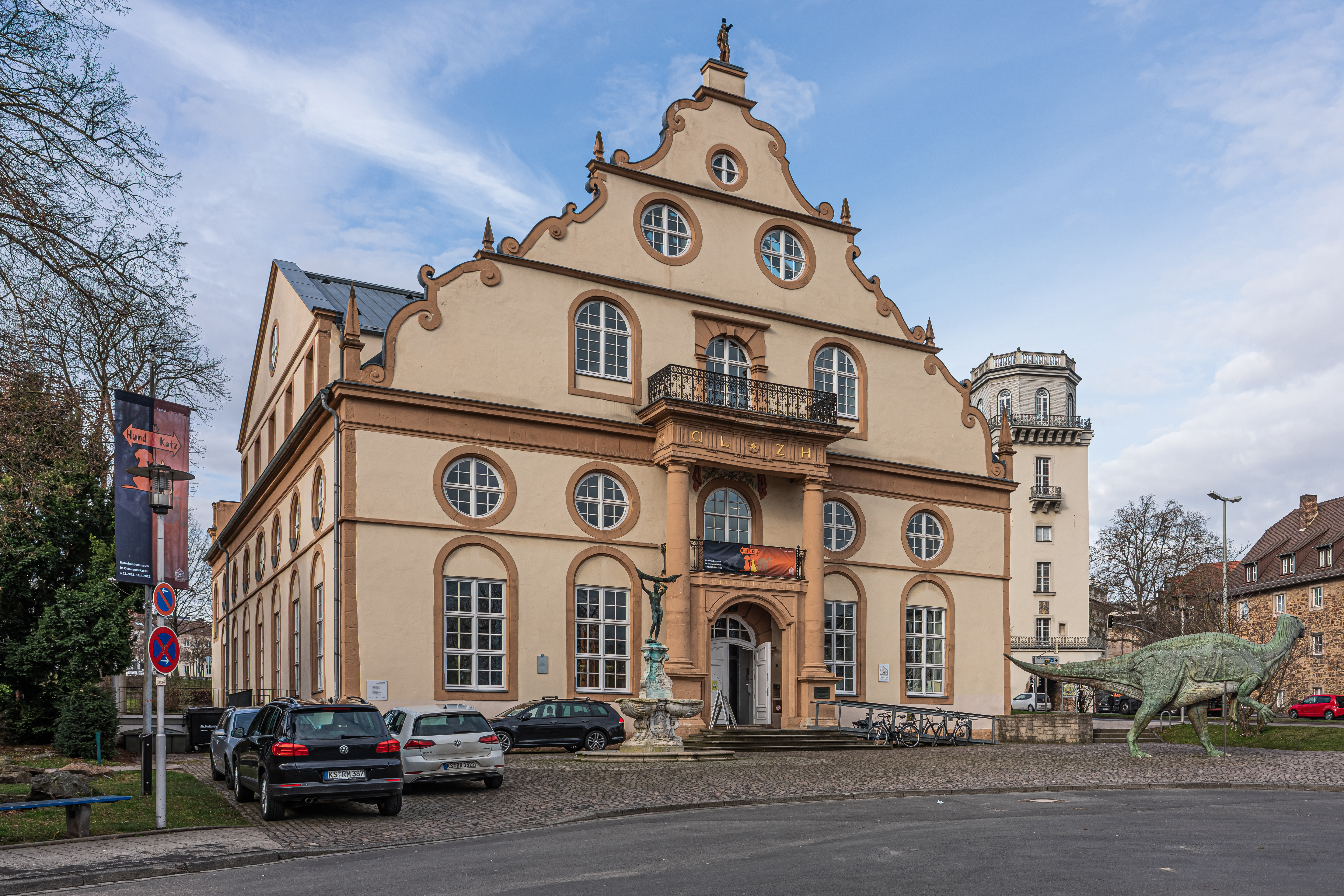
Ottoneum

- Bebra–Baunatal-Guntershausen-vasútvonal
- Halle–Hann. Münden-vasútvonal
- Kassel–Naumburg-vasútvonal
- Kassel–Waldkappel-vasútvonal
- Kassel–Warburg-vasútvonal

### Városi közlekedés
A városnak hét villamosvonala van (1, 3, 4, 5, 6, 7, 8), melynek egyes járatai a nagyvasút vágányait is használják (Karlsruhei modell). A járatok átlagosan 15 perces követési sűrűséggel közlekednek. A városban minden busz alacsony padlós, és a megállókat is átépítették a könnyebb felszállás érdekében.

Hercules

## Látnivalók
- Szent Márton-templom (a XIV. és XV. századból)
- Nagylelkű Fülöp hesseni gróf síremléke a Szent Márton-templomban
- A katolikus templom, Fischbein festményén
- Az egykori választófejedelmi palota (Rotes Palais)
- Fridericianum múzeum
- Igazságügyi palota
- Bellevue-kastély
- Képtár
- II. Frigyes hesseni gróf márványszobra (Friedrichsplatz)
- Louis Spohr bronzszobra a Theatersplatzon
- Hesseni emlékszobor
- Herkules
- Löwenburg
- Schloss Wilhelmshöhe
- Technik Museum Kassel
- Grimm testvérek múzeum

## A Wilhelmshöhe hegyi park
A Wilhelmshöhe kastély, Löwenburg és a Hercules emlékmű 1786-ban épült I. Vilmos választófejedelem uralkodása alatt. A palota ma múzeumként funkcionál. A második világháborúban bombatámadás érte, a középső része súlyosan megrongálódott, egyedül a fehér kőszárny maradt sértetlen.
A Hercules emlékműtől nem messze található egy mesterséges vízesés, amely minden szerdán és vasárnapon 14.30-tól üzemel. Ilyenkor több ezren látogatnak el ide. A vízi játék az oktogonnál kezdődik és egy óra múlva éri el a kastély mögötti tavat, ahol egy 50 méter magas szökőkúttal ér véget a látványosság.
A Löwenburg kastély egy középkori lovagvár másolata, I. Vilmos uralkodása alatt épült.

## Híres emberek
A városban született többek között:
- Matthias Berninger
- Arnold Bode
- Hans Eichel
- Ulrike Folkerts
- Jörg-Uwe Hahn
- Kurt Kersten
- Mario Kotaska
- Eva Kühne-Hörmann
- Hubertus Meyer-Burckhardt
- Karl-Heinz Metzner
- Ludwig Mond
- Paul Julius Reuter
- Franz Rosenzweig
- Philipp Scheidemann
- Meryem Uzerli
- Gillemot György Lajos (1813-1892) kertész.

## Polgármesterek
| - 1821–1841: Carl Schomburg - 1842–1848: Nicolaus Ludwig Arnold - 1848–1863: Heinrich Wilhelm Hartwig - 1864–1875: Friedrich Nebelthau - 1875–1892: Emil Weise - 1892–1898: Albert Westerburg - 1900–1912: August Nikolaus Müller - 1912–1913: Ernst Scholz - 1913–1919: Erich Koch-Weser - 1919–1925: Philipp Scheidemann (SPD) | - 1925–1933: Hans Herbert Stadler - 1933–1945: Gustav Lahmeyer (NSDAP) - 1945–1954: Willi Seidel (SPD) - 1954–1963: Lauritz Lauritzen (SPD) - 1963–1975: Karl Branner (SPD) - 1975–1991: Hans Eichel (SPD) - 1991–1993: Wolfram Bremeier (SPD) - 1993–2005: Georg Lewandowski (CDU) - 2005-: Bertram Hilgen (SPD) |

## Testvérvárosai
- Firenze, Olaszország, 1952 óta
- Mulhouse, Franciaország, 1965 óta
- Västerås, Svédország, 1972 óta
- Rovaniemi, Finnország, 1988 óta
- Arnstadt, Türingia, Németország, 1989 óta
- Ramat Gan, Izrael, 1990 óta
- İzmit, Törökország, 1999 óta
- Montana, Bulgária, 2007 óta